# Кэйдзё
Кэйдзё (яп. 京城 Кэйдзё:, дословно — столичная крепость) — административная единица в составе Японской империи, существовавшая на территории Сеула с 30 сентября 1910 по 1945 год, в период, когда Корея находилась под управлением Японии. На корейском языке название звучит как «Кёнсон» (кор. 경성). Административно город входил в провинцию Кэйкидо (яп. 京畿道). Согласно старым правилам японской орфографии, название города записывалась хираганой как «けいじやう».

## Административное деление
| Реформа 1911 года                             | Реформа 1911 года |
| «Внутренняя» часть (яп. 城內)                 | «Внешняя» часть (яп. 城外) |
| --------------------------------------------- | --- |
| Центральный Северный Южный Западный Восточный | Судзин (яп. 崇仁) Рюяма (яп. 龍山) Мамэкэ(яп. 豆毛) Хитоаки (яп. 仁昌) Кансиба (яп. 漢芝) Онхира (яп. 恩平) Нисиэдзу (яп. 西江) Энки (яп. 延禧) |

## Фотогалерея
- Мэрия Кэйдзё
- Синтоистский храм
- Императорский университет Кэйдзё
- Открытие железной дороги Кэйдзё-Фудзан
- Железнодорожная станция Кэйдзё
- Стоматологическая школа
- Медучилище
- Школа
- Женская школа
- Хоммати, один из центральный районов Кэйдзё
- Ещё одна фотография Хоммати
- Кэйдзё, 1935 год